# Karpovská přehrada
Karpovská přehrada (rusky Карповское водохранилище) je přehradní nádrž na území Volgogradské oblasti v Rusku. Má rozlohu 42 km². Je 17 km dlouhá a maximálně 3,2 km široká. Průměrná hloubka je 4 m. Má objem 0,16 km³. Je to největší nádrž na Volžsko-donském kanále.

## Pobřeží
Nádrž na řece Karpovka byla naplněna v roce 1952. Je úzká a v její horní části je mnoho malebných zátok s porosty skřipince jezerního. Také se zde nacházejí četné ostrovy. Od Cimljanské přehrady je oddělena betonovou hrází dlouhou 4 km, ve které je vmontována čerpací stanice.

## Vodní režim
Úroveň hladiny kolísá v rozsahu 1 m. Pomocí čepadel nádrž zajišťuje sezónní regulaci vodního stavu.

## Využití
Přehrada byla vybudována především kvůli vodní dopravě, ale slouží také pro zavlažování a zásobování vodou. Je zde rozvinuté rybářství (cejni velcí i siní, candáti, kapři, štiky).